# Josep Clarà
Josep Clarà i Ayats est un dessinateur et sculpteur espagnol né à Olot (province de Gérone, Espagne) le 16 décembre 1878 et mort à Barcelone le 4 novembre 1958.

## Biographie
Il suit l'école de dessin d'Olot avec Josep Berga i Boix (1837-1914) puis celle de Toulouse et, en 1897 entre à l'école des beaux-arts en France où il est élève de Louis-Ernest Barrias, de Jules Coutan et d'Auguste Rodin qui l'inspire. Il rencontre Aristide Maillol qui deviendra son ami. 
Pour ses sculptures il s'inspire de l'art de la danse, en particulier d'Isadora Duncan et publie en 1928 un album de dessins sur elle (72 planches) aux éditions Rieder.
Membre de l'Académie royale des beaux-arts de Madrid, il s'installe à Paris où il prend part au Salon d'automne, au Salon des Tuileries et au Salon des artistes français. En 1925, il est particulièrement remarqué lors de l'Exposition internationale des arts décoratifs. 
Il voyage à Londres, et complète sa formation en Italie. Il expose ensuite à Londres, Berlin, Rome et Barcelone. Il déménage définitivement en 1932 à Barcelone, jusqu'à sa mort le 4 novembre 1958.
La plus grande partie de ses œuvres se trouve au Museo Comarcal de la Garrotxa à Olot (Gérone) et au musée national d'art de Catalogne (MNAC) de Barcelone.

## Décorations
- 1910 Médaille d'or de l'exposition de Bruxelles et premier médaillé du concours national de beaux-arts de Madrid.
- 1912 Médaille d'or de l'exposition Internationale d'Amsterdam.
- 1925 Académicien de la Real Academia de Bellas Artes de San Fernando de Madrid.
- 1929 Avec Reposo, Médaille d'or de l'exposition Internationale de Barcelona.
- 1934 Nommé président du cercle artistique de Barcelone et acdémicien de l'Académie catalane royale des beaux-arts de San Jorge de Barcelone.
- 1954 Grand prix de la II° Biennale Hispanoamericana de La Havane.
- 1956 Médaille d'argent de la Diputación Provincial de Barcelona et Médaille d'or du Cercle artistique de Barcelone.
- 1958 Prix de la Fondation Juan March.

## Œuvres[2]
- Adolescences (1907)
- Puberté
- Le Crépuscule (1907-1910)
- Le Repos
- La Déesse (place de Catalogne, Barcelone) (1908-1910)
- Femme accroupie (Salon d'automne, 1926)
- Déesse sur la place de Catalogne (Barcelone)
- Bacchus
- Hercule
- Portrait de Raymond Lulle
- La Volonté
- Nu
- Rythme (Musée de Barcelone) (1910)
- Jeunesse, jardins de l'exposition de Barcelone, à Montjuic, (1928 et 1934); la seconde version est exposée dans le musée de la Reine Sofia
- Sonia
- Ballermé (Musée du Luxembourg)
- La Tendresse maternelle
- La Fontaine aux enfants (groupe)
- Jeune fille
- Torse
- Anne-Romaine
- Mme Stuart Merrill
- Mme Marguerite Fontainas
- A Francesc Viñas, sculpture exposée au Turó Park de Barcelone.
- La Sérénité (Meridian Park, Washington)
- Venus sortant du bain (1922)
- Estática (1926)
- Isadora Duncan (1928)
- Méditation (1929-1930)
- San Benoit (1946)
- Maternité (1947-1948)
- La Déesse (Musée des Augustins, Toulouse). Une réplique est exposée sur la Place Mage.

## Musées
Espagne
- Museo Comarcal de La Garrotxa Olot, Gérone
- Musée national d'art de Catalogne (MNAC) Barcelone
- Musée national centre d'art reine Sofía de Madrid

France
- Musée national d'art moderne de Paris
- Musée des Augustins de Toulouse

Autres pays
- Museo Nacional de Arte de Santiago du Chili, Chili
- Museo Nacional de Bellas Artes de Buenos Aires, Argentine
- Museo Nacional de Bellas Artes de La Havane, Cuba